# Mens
Mens é uma comuna francesa na região administrativa de Auvérnia-Ródano-Alpes, no departamento de Isère.

## Ligações externas

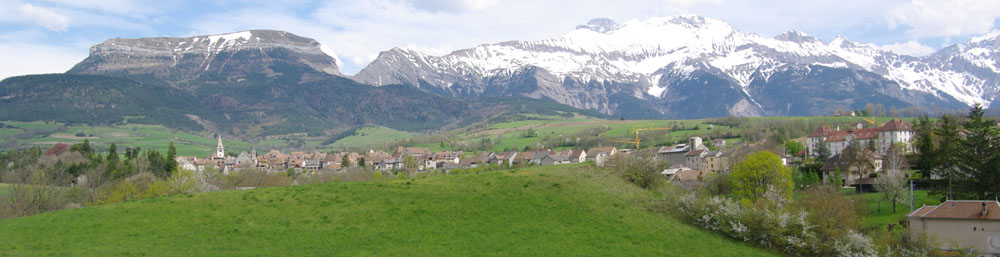
Panorama de Mens